# Andorrees voetbalelftal (mannen)
Het Andorrees voetbalelftal is een team van voetballers dat Andorra vertegenwoordigt in internationale wedstrijden en competities, zoals de kwalificatiereeksen (vanaf 1998) voor het WK en het EK. De voetbalbond van Andorra werd in 1994 opgericht. Vanaf dat moment deed het land mee aan de kwalificatiereeksen, maar de ministaat wist zich nog nooit te plaatsen voor een eindronde.

## Deelnames aan internationale toernooien

### Wereldkampioenschap
| Wereldkampioenschap voetbal | Wereldkampioenschap voetbal | Wereldkampioenschap voetbal | Wereldkampioenschap voetbal | Wereldkampioenschap voetbal | Wereldkampioenschap voetbal | Wereldkampioenschap voetbal | Wereldkampioenschap voetbal | Wereldkampioenschap voetbal |
| Jaar                        | Ronde                       | Wed.                        | W                           | G                           | V                           | DV                          | DT                          |                             |
| --------------------------- | --------------------------- | --------------------------- | --------------------------- | --------------------------- | --------------------------- | --------------------------- | --------------------------- | --------------------------- |
| 1930–1998                   | Geen deelname               | Geen deelname               | Geen deelname               | Geen deelname               | Geen deelname               | Geen deelname               | Geen deelname               | Geen deelname               |
| 2002                        | Niet gekwalificeerd         | Niet gekwalificeerd         | Niet gekwalificeerd         | Niet gekwalificeerd         | Niet gekwalificeerd         | Niet gekwalificeerd         | Niet gekwalificeerd         | Niet gekwalificeerd         |
| 2006                        | Niet gekwalificeerd         | Niet gekwalificeerd         | Niet gekwalificeerd         | Niet gekwalificeerd         | Niet gekwalificeerd         | Niet gekwalificeerd         | Niet gekwalificeerd         | Niet gekwalificeerd         |
| 2010                        | Niet gekwalificeerd         | Niet gekwalificeerd         | Niet gekwalificeerd         | Niet gekwalificeerd         | Niet gekwalificeerd         | Niet gekwalificeerd         | Niet gekwalificeerd         | Niet gekwalificeerd         |
| 2014                        | Niet gekwalificeerd         | Niet gekwalificeerd         | Niet gekwalificeerd         | Niet gekwalificeerd         | Niet gekwalificeerd         | Niet gekwalificeerd         | Niet gekwalificeerd         | Niet gekwalificeerd         |
| 2018                        | Niet gekwalificeerd         | Niet gekwalificeerd         | Niet gekwalificeerd         | Niet gekwalificeerd         | Niet gekwalificeerd         | Niet gekwalificeerd         | Niet gekwalificeerd         | Niet gekwalificeerd         |
| 2022                        | Niet gekwalificeerd         | Niet gekwalificeerd         | Niet gekwalificeerd         | Niet gekwalificeerd         | Niet gekwalificeerd         | Niet gekwalificeerd         | Niet gekwalificeerd         | Niet gekwalificeerd         |
| Totaal                      | 0 keer                      | 0                           | 0                           | 0                           | 0                           | 0                           | 0                           |                             |

### Europees kampioenschap
| Europees kampioenschap voetbal | Europees kampioenschap voetbal | Europees kampioenschap voetbal | Europees kampioenschap voetbal | Europees kampioenschap voetbal | Europees kampioenschap voetbal | Europees kampioenschap voetbal | Europees kampioenschap voetbal | Europees kampioenschap voetbal |
| Jaar                           | Ronde                          | Wed.                           | W                              | G                              | V                              | DV                             | DT                             | Kwal                           |
| ------------------------------ | ------------------------------ | ------------------------------ | ------------------------------ | ------------------------------ | ------------------------------ | ------------------------------ | ------------------------------ | ------------------------------ |
| 1960–1996                      | Geen deelname                  | Geen deelname                  | Geen deelname                  | Geen deelname                  | Geen deelname                  | Geen deelname                  | Geen deelname                  | Geen deelname                  |
| 2000                           | Niet gekwalificeerd            | Niet gekwalificeerd            | Niet gekwalificeerd            | Niet gekwalificeerd            | Niet gekwalificeerd            | Niet gekwalificeerd            | Niet gekwalificeerd            | Niet gekwalificeerd            |
| 2004                           | Niet gekwalificeerd            | Niet gekwalificeerd            | Niet gekwalificeerd            | Niet gekwalificeerd            | Niet gekwalificeerd            | Niet gekwalificeerd            | Niet gekwalificeerd            | Niet gekwalificeerd            |
| 2008                           | Niet gekwalificeerd            | Niet gekwalificeerd            | Niet gekwalificeerd            | Niet gekwalificeerd            | Niet gekwalificeerd            | Niet gekwalificeerd            | Niet gekwalificeerd            | Niet gekwalificeerd            |
| 2012                           | Niet gekwalificeerd            | Niet gekwalificeerd            | Niet gekwalificeerd            | Niet gekwalificeerd            | Niet gekwalificeerd            | Niet gekwalificeerd            | Niet gekwalificeerd            | Niet gekwalificeerd            |
| 2016                           | Niet gekwalificeerd            | Niet gekwalificeerd            | Niet gekwalificeerd            | Niet gekwalificeerd            | Niet gekwalificeerd            | Niet gekwalificeerd            | Niet gekwalificeerd            | Niet gekwalificeerd            |
| 2020                           | Niet gekwalificeerd            | Niet gekwalificeerd            | Niet gekwalificeerd            | Niet gekwalificeerd            | Niet gekwalificeerd            | Niet gekwalificeerd            | Niet gekwalificeerd            | Niet gekwalificeerd            |
| 2024                           | Niet gekwalificeerd            | Niet gekwalificeerd            | Niet gekwalificeerd            | Niet gekwalificeerd            | Niet gekwalificeerd            | Niet gekwalificeerd            | Niet gekwalificeerd            | Niet gekwalificeerd            |
| Totaal                         | 0 keer                         | 0                              | 0                              | 0                              | 0                              | 0                              | 0                              | 0                              |

### UEFA Nations League
| 2018–19 | D | 53e | 6 | 0 | 4 | 2 | 2 | 9  | Stabiel |
| 2020–21 | D | 54e | 6 | 0 | 2 | 4 | 1 | 11 | Stabiel |
| 2022–23 | D | 53e | 6 | 2 | 2 | 2 | 6 | 7  | Stabiel |
| 2024–25 | D | 54e | 4 | 0 | 1 | 3 | 0 | 4  | Stabiel |

## Stadion
Officieel is het nationale stadion van Andorra het Estadi Nacional, geopend in 2014. Daarvoor werd het Estadi Comunal d'Aixovall, in Aixovall net buiten Andorra la Vella gebruikt. Ook werd er destijds weleens uitgeweken naar het Olympisch Stadion van Barcelona, waar 65.000 mensen in kunnen.

## Huidige selectie
Bijgewerkt tot en met 21 maart 2025, de interland tegen  Letland in de kwalificatie voor het WK 2026.
| Nr.         | Naam                   | Wed. | Dlpnt. | Club              |
| ----------- | ---------------------- | ---- | ------ | ----------------- |
| Doel        |                        |      |        |                   |
| 1           | Josep Gomés            | 79   | 0      | FC Santa Coloma   |
| 12          | Iker Álvarez           | 28   | 0      | Villarreal B      |
| 13          | Xisco Pires            | 3    | 0      | FC Ordino         |
| Verdediging |                        |      |        |                   |
| 2           | Biel Borrà             | 4    | 0      | FC L'Escala       |
| 3           | Marc Vales             | 98   | 5      | CE Atlètic Lleida |
| 4           | Kiko Pomares           | 8    | 0      | CD Tarancón       |
| 5           | Max Llovera            | 76   | 1      | CP San Cristóbal  |
| 6           | Christian García       | 20   | 0      | UE Santa Coloma   |
| 15          | Joan Cervós            | 63   | 1      | CP San Cristóbal  |
| 17          | Moisés San Nicolás     | 86   | 0      | FC Santa Coloma   |
| 18          | Jesús Rubio            | 48   | 1      | UE Santa Coloma   |
| 21          | Marc García            | 73   | 0      | UD Fraga          |
| 22          | Ian Olivera            | 7    | 0      | UD Barbastro      |
| Middenveld  |                        |      |        |                   |
| 7           | Marc Pujol             | 121  | 5      | AC Escaldes       |
| 8           | Pau Babot              | 2    | 0      | Hanauer SC 1960   |
| 16          | Albert Reyes           | 4    | 0      | FC Ordino         |
| 19          | Marc Rebés             | 60   | 3      | FC Pas de la Casa |
| 20          | João da Silva Teixeira | 9    | 0      | FC Pas de la Casa |
| 23          | Hugo Ferreira          | 0    | 0      | FC Santa Coloma   |
| Aanval      |                        |      |        |                   |
| 9           | Cucu                   | 48   | 2      | UE Santa Coloma   |
| 10          | Victor Bernat          | 14   | 1      | FS La Massana     |
| 11          | Berto Rosas            | 20   | 5      | Atlético Baleares |
| 14          | Aron Rodrigo           | 1    | 0      | Huesca B          |

## Statistieken
- Bijgewerkt tot en met de wedstrijd tegen  Malta (0–0) op 19 november 2024.

| Tegenstander                 | Wed. | W | G | V  | DV | DT | DS  |
| ---------------------------- | ---- | - | - | -- | -- | -- | --- |
| Albanië                      | 7    | 1 | 1 | 5  | 4  | 11 | –7  |
| Armenië                      | 8    | 0 | 1 | 7  | 2  | 20 | –18 |
| Azerbeidzjan                 | 5    | 0 | 4 | 1  | 1  | 2  | –1  |
| België                       | 4    | 0 | 0 | 4  | 1  | 14 | –13 |
| Bolivia                      | 1    | 0 | 0 | 1  | 0  | 1  | –1  |
| Bosnië en Her.               | 2    | 0 | 0 | 2  | 0  | 6  | –6  |
| Brazilië                     | 1    | 0 | 0 | 1  | 0  | 3  | –3  |
| Bulgarije                    | 2    | 0 | 0 | 2  | 1  | 5  | –4  |
| China                        | 1    | 0 | 1 | 0  | 0  | 0  | 0   |
| Cyprus                       | 5    | 0 | 0 | 5  | 3  | 17 | –14 |
| Engeland                     | 6    | 0 | 0 | 6  | 0  | 25 | –25 |
| Equatoriaal-Guinea           | 1    | 0 | 0 | 1  | 0  | 1  | –1  |
| Estland                      | 12   | 0 | 0 | 12 | 5  | 28 | –23 |
| Faeröer                      | 5    | 0 | 2 | 3  | 0  | 4  | –4  |
| Finland                      | 2    | 0 | 1 | 1  | 0  | 3  | –3  |
| Frankrijk                    | 5    | 0 | 0 | 5  | 0  | 14 | –14 |
| Gabon                        | 1    | 0 | 0 | 1  | 0  | 2  | –2  |
| Georgië                      | 2    | 0 | 1 | 1  | 1  | 4  | –3  |
| Gibraltar                    | 3    | 0 | 1 | 2  | 0  | 2  | –2  |
| Grenada                      | 1    | 1 | 0 | 0  | 1  | 0  | +1  |
| Hongarije                    | 6    | 1 | 0 | 5  | 3  | 17 | –14 |
| Ierland                      | 5    | 0 | 0 | 5  | 3  | 15 | –12 |
| IJsland                      | 7    | 0 | 0 | 7  | 0  | 18 | –18 |
| Indonesië                    | 1    | 0 | 0 | 1  | 0  | 1  | –1  |
| Israël                       | 6    | 0 | 0 | 6  | 3  | 18 | –15 |
| Kaapverdië                   | 2    | 0 | 1 | 1  | 1  | 2  | –1  |
| Kazachstan                   | 4    | 0 | 1 | 3  | 2  | 11 | –9  |
| Kosovo                       | 2    | 0 | 1 | 1  | 1  | 4  | -3  |
| Kroatië                      | 6    | 0 | 0 | 6  | 0  | 24 | –24 |
| Letland                      | 11   | 0 | 4 | 7  | 2  | 23 | –21 |
| Liechtenstein                | 4    | 3 | 0 | 1  | 5  | 2  | +3  |
| Litouwen                     | 2    | 0 | 0 | 2  | 1  | 7  | –6  |
| Macedonië                    | 6    | 1 | 1 | 4  | 1  | 9  | –8  |
| Malta                        | 6    | 0 | 4 | 2  | 3  | 6  | –3  |
| Moldavië                     | 10   | 1 | 2 | 7  | 4  | 13 | –9  |
| Nederland                    | 6    | 0 | 0 | 6  | 0  | 21 | –21 |
| Noord-Ierland                | 1    | 0 | 0 | 1  | 0  | 2  | –2  |
| Oekraïne                     | 4    | 0 | 0 | 4  | 0  | 17 | –17 |
| Oostenrijk                   | 1    | 0 | 0 | 1  | 0  | 1  | –1  |
| Polen                        | 3    | 0 | 0 | 3  | 1  | 11 | –10 |
| Portugal                     | 6    | 0 | 0 | 6  | 1  | 29 | –28 |
| Qatar                        | 1    | 0 | 0 | 1  | 0  | 1  | –1  |
| Roemenië                     | 6    | 0 | 0 | 6  | 1  | 21 | –20 |
| Rusland                      | 6    | 0 | 0 | 6  | 2  | 21 | –19 |
| Saint Kitts en Nevis         | 2    | 1 | 0 | 1  | 1  | 1  | 0   |
| San Marino                   | 4    | 4 | 0 | 0  | 9  | 0  | +9  |
| Slowakije                    | 2    | 0 | 0 | 2  | 0  | 2  | –2  |
| Spanje                       | 2    | 0 | 0 | 2  | 0  | 9  | –9  |
| Tsjechië                     | 3    | 0 | 0 | 3  | 1  | 13 | –12 |
| Turkije                      | 4    | 0 | 0 | 4  | 0  | 10 | –10 |
| Verenigde Arabische Emiraten | 1    | 0 | 1 | 0  | 0  | 0  | 0   |
| Wales                        | 3    | 0 | 0 | 3  | 2  | 6  | –4  |
| Wit-Rusland                  | 6    | 1 | 1 | 4  | 4  | 12 | –8  |
| Zuid-Afrika                  | 1    | 0 | 1 | 0  | 1  | 1  | 0   |
| Zwitserland                  | 4    | 0 | 0 | 4  | 2  | 10 | –8  |

## FIFA-wereldranglijst[1]
Andorra op de FIFA-wereldranglijst van 1996 tot en met 2022. 
| 1996 | 1997 | 1998 | 1999 | 2000 | 2001 | 2002 | 2003 | 2004 | 2005 | 2006 | 2007 | 2008 | 2009 | 2010 | 2011 | 2012 | 2013 | 2014 | 2015 | 2016 | 2017 | 2018 | 2019 | 2020 | 2021 | 2022 | 2023 | 2024 |
| ---- | ---- | ---- | ---- | ---- | ---- | ---- | ---- | ---- | ---- | ---- | ---- | ---- | ---- | ---- | ---- | ---- | ---- | ---- | ---- | ---- | ---- | ---- | ---- | ---- | ---- | ---- | ---- | ---- |
| 187  | 185  | 171  | 145  | 145  | 140  | 137  | 147  | 138  | 125  | 164  | 175  | 194  | 202  | 202  | 206  | 204  | 198  | 201  | 201  | 203  | 138  | 133  | 135  | 151  | 151  | 153  | 164  | 171  |

FAF · A-internationals · Statistieken · Bondscoaches · Andorrees vrouwenelftal · Andorra U21 · Andorra U20 · Andorra U19 · Andorra U18 · Andorra U17 · Andorra U16
1990 – 1999 · 2000 – 2009 · 2010 – 2019 · 2020 − 2029
1996 · 1997 · 1998 · 1999 · 2000 · 2001 · 2002 · 2003 · 2004 · 2005 · 2006 · 2007 · 2008 · 2009 · 2010 · 2011 · 2012 · 2013 · 2014 · 2015 · 2016 · 2017 · 2018 · 2019 · 2020 · 2021 · 2022 · 2023 · 2024
Albanië ·
Armenië ·
Azerbeidzjan ·
België ·
Bolivia ·
Bosnië en Herzegovina ·
Brazilië ·
Bulgarije ·
China ·
Cyprus ·
Engeland ·
Equatoriaal-Guinea ·
Estland ·
Faeröer ·
Finland ·
Frankrijk ·
Gabon ·
Georgië ·
Gibraltar ·
Grenada ·
Hongarije ·
Ierland ·
IJsland ·
Indonesië ·
Israël ·
Kaapverdië ·
Kazachstan ·
Kosovo ·
Kroatië ·
Letland ·
Liechtenstein ·
Litouwen ·
Malta ·
Moldavië ·
Nederland ·
Noord-Ierland ·
Noord-Macedonië ·
Oekraïne ·
Oostenrijk ·
Polen ·
Portugal ·
Qatar ·
Roemenië ·
Rusland ·
Saint Kitts en Nevis ·
San Marino ·
Servië ·
Slowakije ·
Spanje ·
Tsjechië ·
Turkije ·
Verenigde Arabische Emiraten ·
Wales ·
Wit-Rusland ·
Zuid-Afrika ·
Zwitserland
 Albanië ·  Andorra ·  Armenië ·  Azerbeidzjan ·  België ·  Bosnië en Herzegovina ·  Bulgarije ·  Cyprus ·  Denemarken ·  Duitsland ·  Engeland ·  Estland ·  Faeröer ·  Finland ·  Frankrijk ·  Georgië ·  Gibraltar ·  Griekenland ·  Hongarije ·  Ierland ·  IJsland ·  Israël ·  Italië ·  Kazachstan ·  Kosovo ·  Kroatië ·  Letland ·  Liechtenstein ·  Litouwen ·  Luxemburg ·  Malta ·  Moldavië ·  Montenegro ·  Nederland ·  Noord-Ierland ·  Noord-Macedonië ·  Noorwegen ·  Oekraïne ·  Oostenrijk ·  Polen ·  Portugal ·  Roemenië ·  Rusland ·  San Marino ·  Schotland ·  Servië ·  Slovenië ·  Slowakije ·  Spanje ·  Tsjechië ·  Turkije ·  Wales ·  Wit-Rusland ·  Zweden ·  Zwitserland
 Bohemen ·  Bohemen en Moravië ·  Duitse Democratische Republiek ·  Ierland ·  Joegoslavië ·  Servië en Montenegro ·  Tsjecho-Slowakije ·  GOS ·  Saarland ·  Sovjet-Unie